# بيثاغوريو
بيثاغوريو (Πυθαγόρειο) هي مدينة في ساموس في اليونان.

بيثاغوريو - Pythagoreio - Πυθαγόρειο
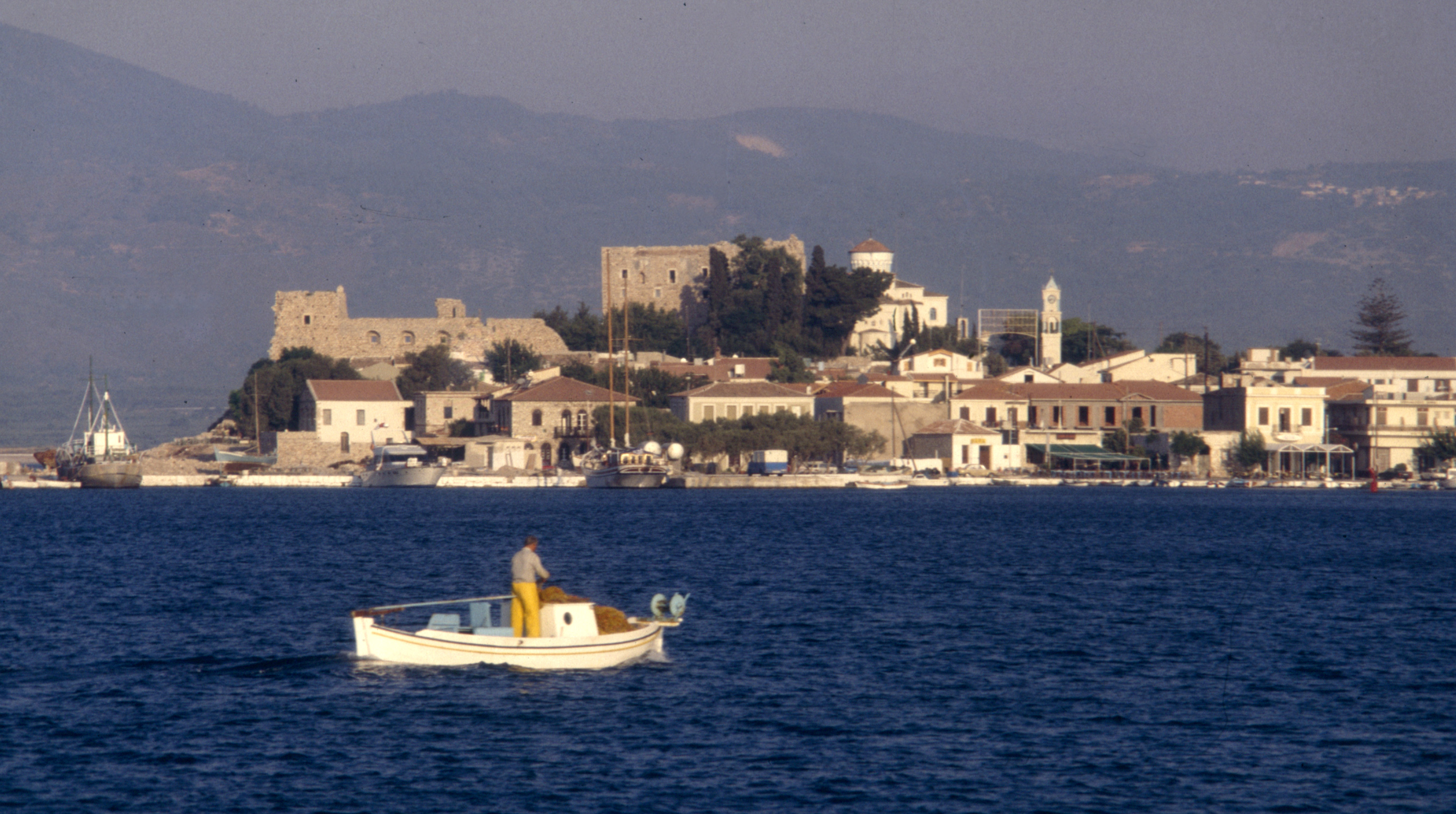
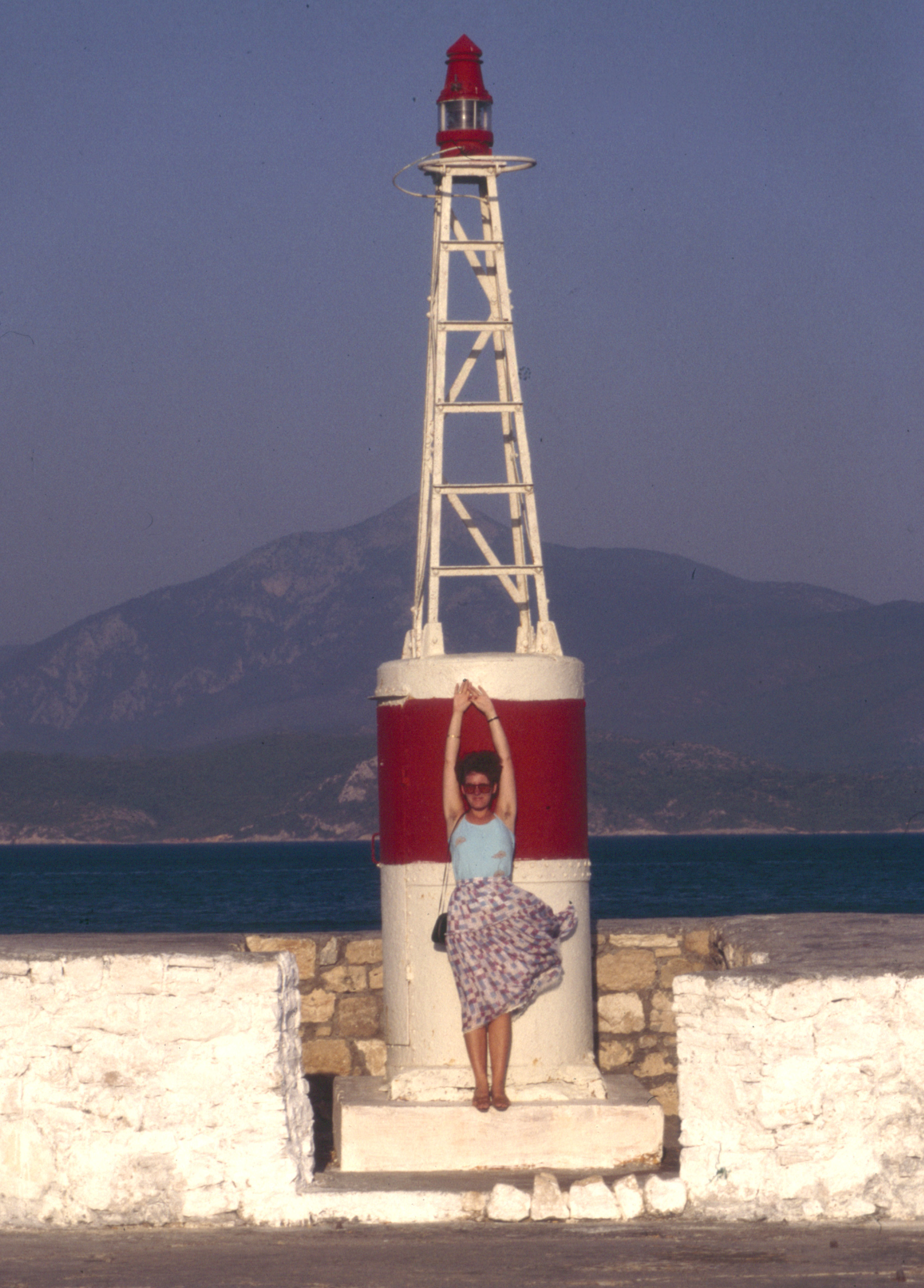
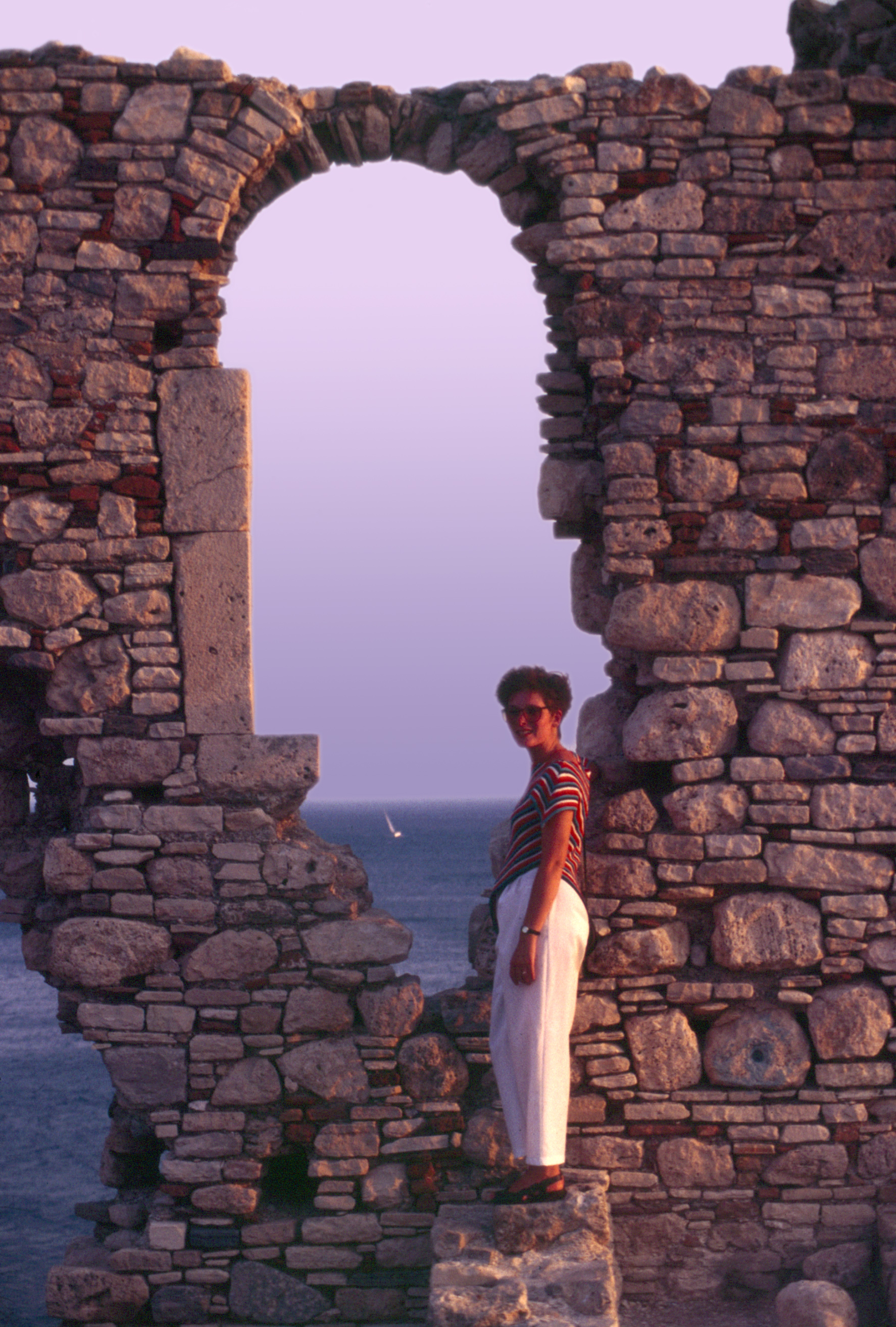
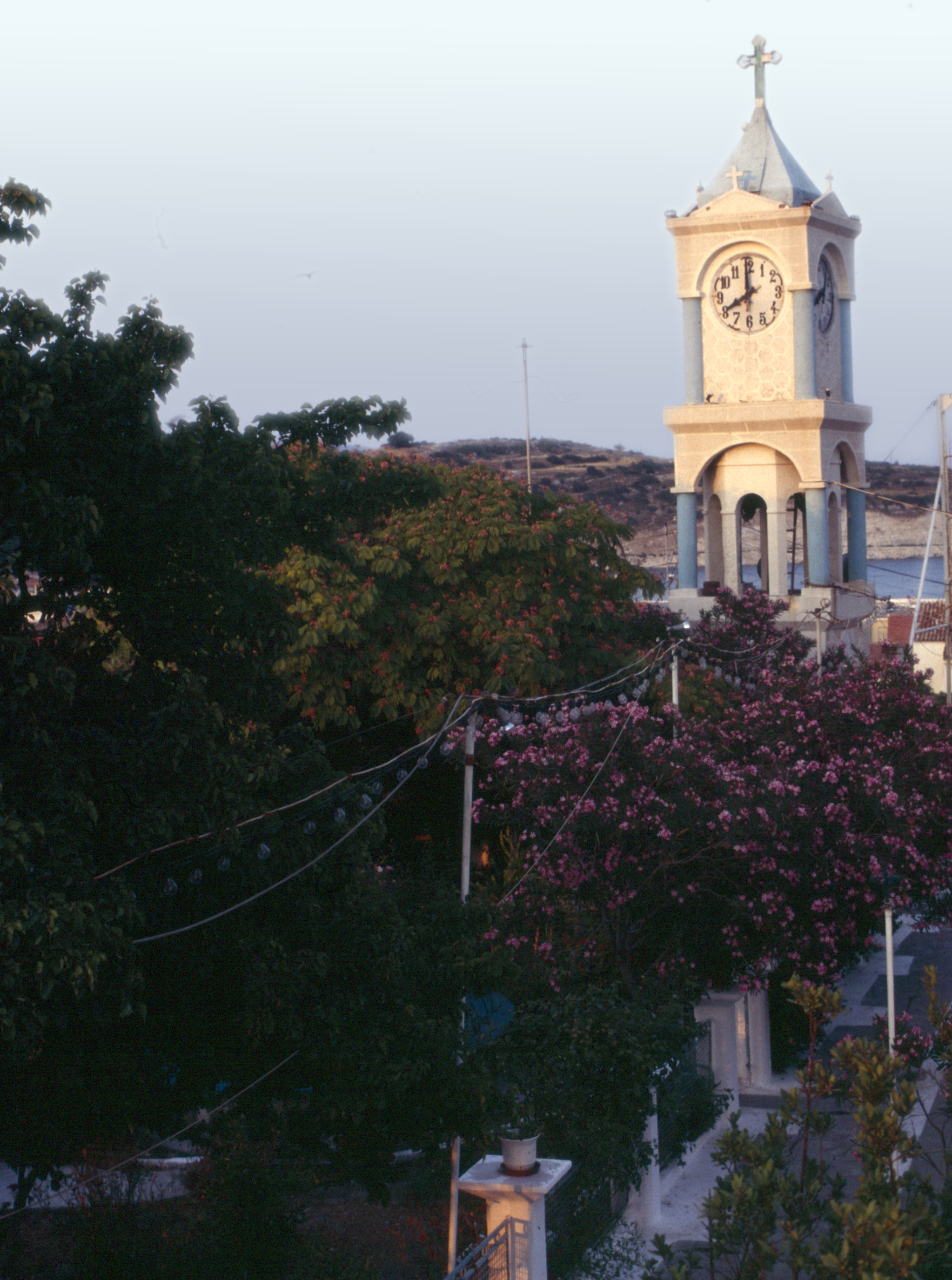
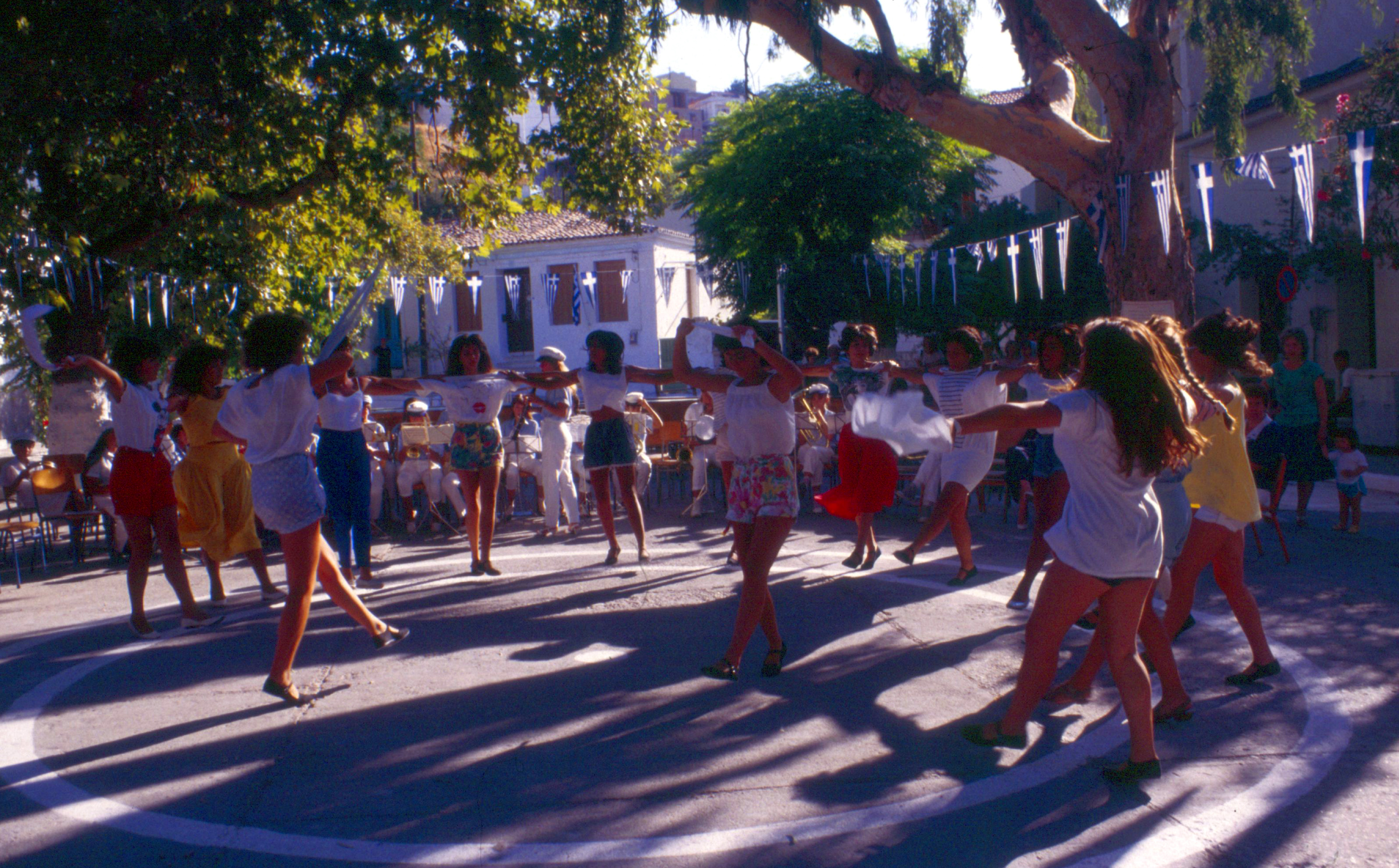
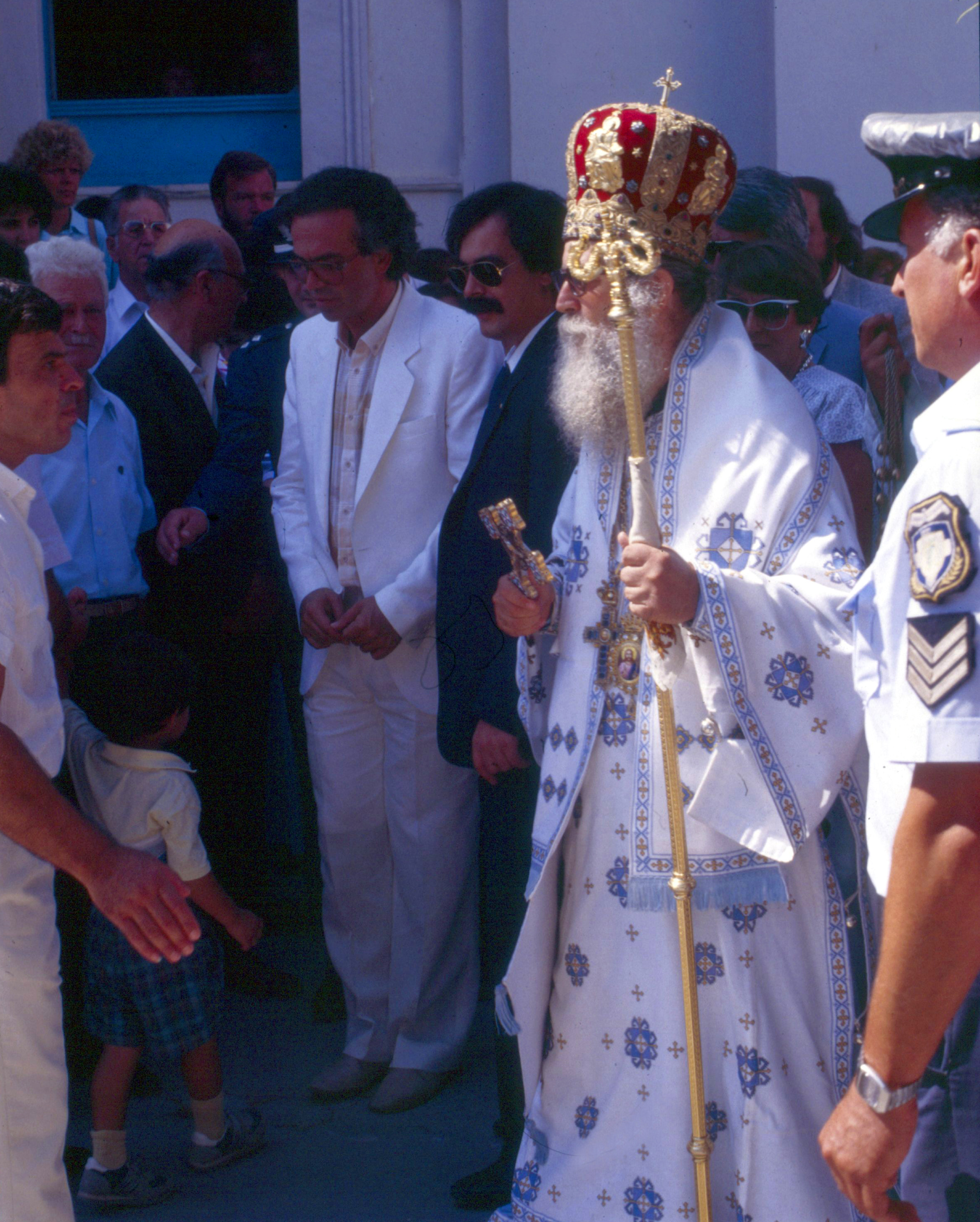
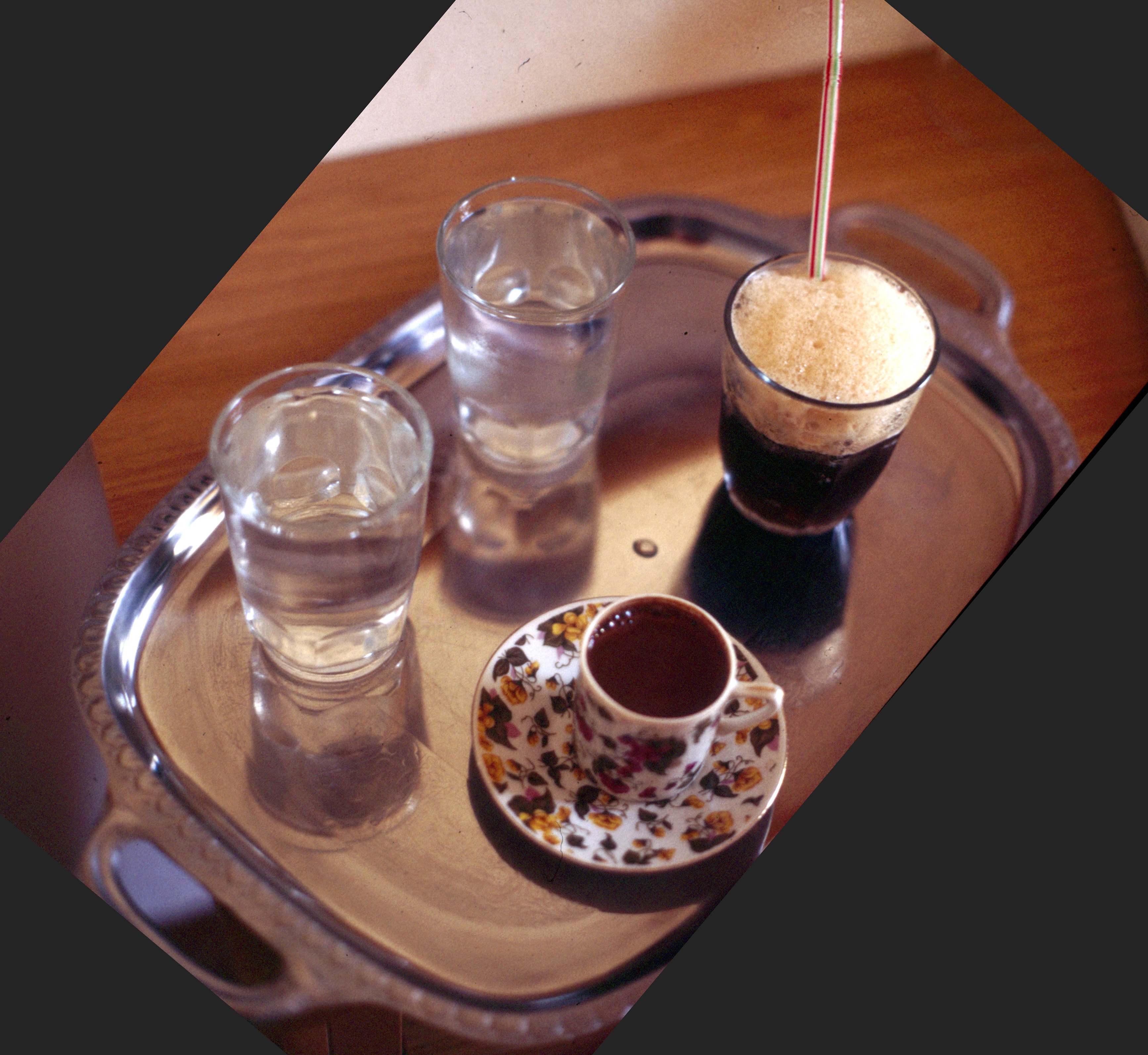
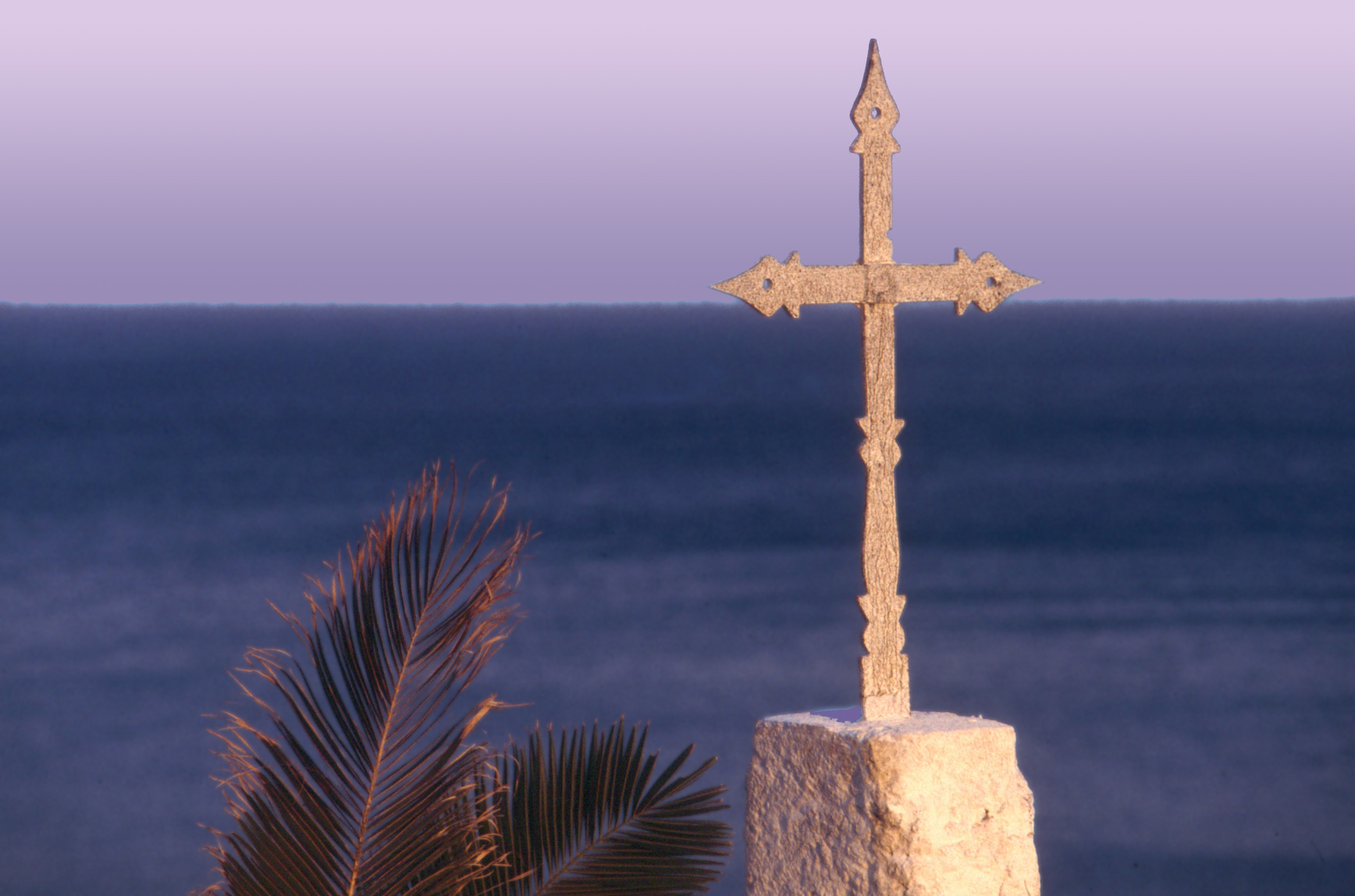